# San Francisco utcáin
A San Francisco utcáin (eredeti cím: The Streets of San Francisco) egy, a hetvenes években futó népszerű krimisorozat volt, főszerepben Michael Douglas és Karl Malden. A széria népszerűsége miatt 5 évadot élt meg. Magyarországon először az MTV1 mutatta be 1979. április 7-én.

## Szereplők
| Szereplő                         | Színész         | Magyar hang                                                                          | Magyar hang       |
| Szereplő                         | Színész         | MTV1                                                                                 | M1                |
| -------------------------------- | --------------- | ------------------------------------------------------------------------------------ | ----------------- |
| Mike Stone nyomozó hadnagy       | Karl Malden     | Szabó Sándor                                                                         | Bács Ferenc       |
| Steve Keller nyomozó (1-4. évad) | Michael Douglas | Szakácsi Sándor                                                                      | Dörner György     |
| Dan Robbins nyomozó (5. évad)    | Richard Hatch   | N/A                                                                                  | Széles Tamás      |
| Roy Devitt hadnagy (1-3. évad)   | Tim O’Connor    | Dobránszky Zoltán (1. részben) Szersén Gyula (20. részben) Bács Ferenc (66. részben) | Áron László       |
| Gustav ’Gus’ Charnovski rendőr   | Edmond O’Brien  | Győrffy György                                                                       | Kardos Gábor      |
| Joseph Beemer                    | David Opatoshu  | Kaló Flórián                                                                         | Surányi Imre      |
| Stella ’Stell’ Charnovski        | Eileen Heckart  | Czigány Judit                                                                        | Tóth Judit        |
| Eddie Suslow                     | Leo Gordon      | ?                                                                                    | Dobránszky Zoltán |
| Dr. Joseph Ford                  | Ed Lauter       | Ifj. Gonda György (1. részben)                                                       | Sztarenki Pál     |

## Cselekmény
A sorozat két rendőr eseményei körül forog, mindketten a San Franciscó-i rendőrség gyilkossági osztályán dolgoznak. Egyikőjük a már veteránnak számító, kemény Mike Stone hadnagy, aki rutinosan végzi el a rábízott ügyeket. Ezzel szemben a kollégája a rendőrakadémiáról frissen kikerült Steve Keller nyomozó, akinek nem sok tapasztalata van a bűnözéssel kapcsolatban. Az ötödik évad második részétől Douglas kiszállt a produkcióból, mivel az időközben díjnyertes film, a Száll a kakukk fészkére (amelynek ő volt az egyik producere) megalapozta filmes karrierjét. Helyét Richard Hatch színész kapta Dan Robbins szerepében, aki már korábban is feltűnt az ABC csatorna más produkciójában. A rajongóknak azonban nem tetszett ez a csere és a sorozatot 1977-ben a csökkenő népszerűség miatt befejezték.

## Epizódok
| Évad | Évad | Epizódok | Eredeti sugárzás     | Eredeti sugárzás  | Eredeti adó |
| Évad | Évad | Epizódok | Évadpremier          | Évadfinálé        | Eredeti adó |
| ---- | ---- | -------- | -------------------- | ----------------- | ----------- |
|      | 1    | 26       | 1972. szeptember 23. | 1973. április 12. | ABC         |
|      | 2    | 23       | 1973. szeptember 13. | 1974. március 14. | ABC         |
|      | 3    | 23       | 1974. szeptember 12. | 1975. március 13. | ABC         |
|      | 4    | 23       | 1975. szeptember 11. | 1976. március 18. | ABC         |
|      | 5    | 24       | 1976. szeptember 30. | 1977. június 9.   | ABC         |

## Magyarországon
A sorozatot hazánkban is sugározták először 1978-82 között, évi 5-6 epizód + az ismétlések. Majd 1990-91 között újabb néhány epizód került leadásra. Elsőként A golyó című, 14. részt vetítették 1978. december 26-án, kedden a Magyar Televízió egyes csatornáján 20.05-kor.  Majd 1979 április 7.-én adták a 30 év szolgálatért című epizódot.